# 銘仙

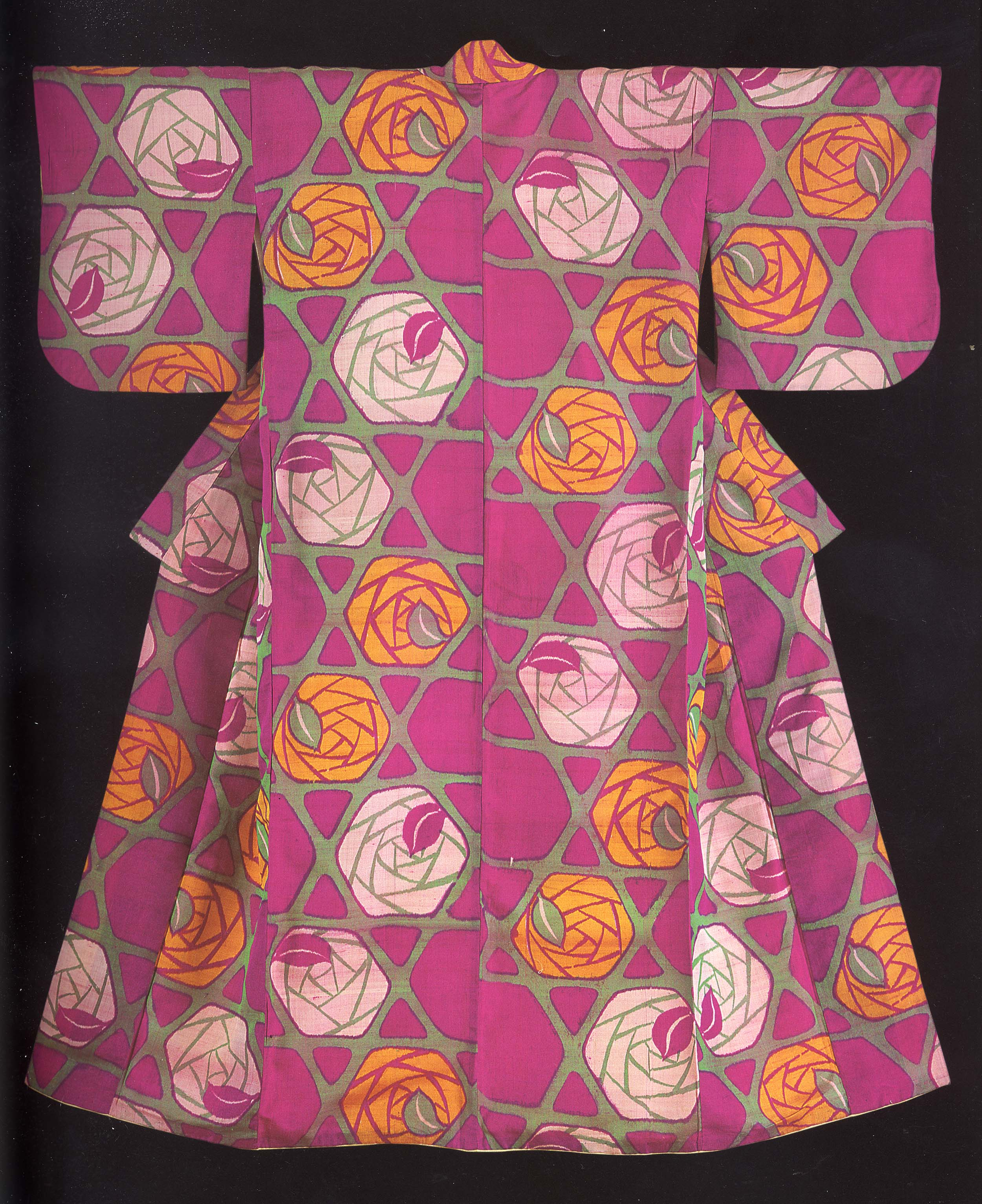
大正時代の銘仙（イギリス英国ナセル・D・ハリリコレクション所蔵）

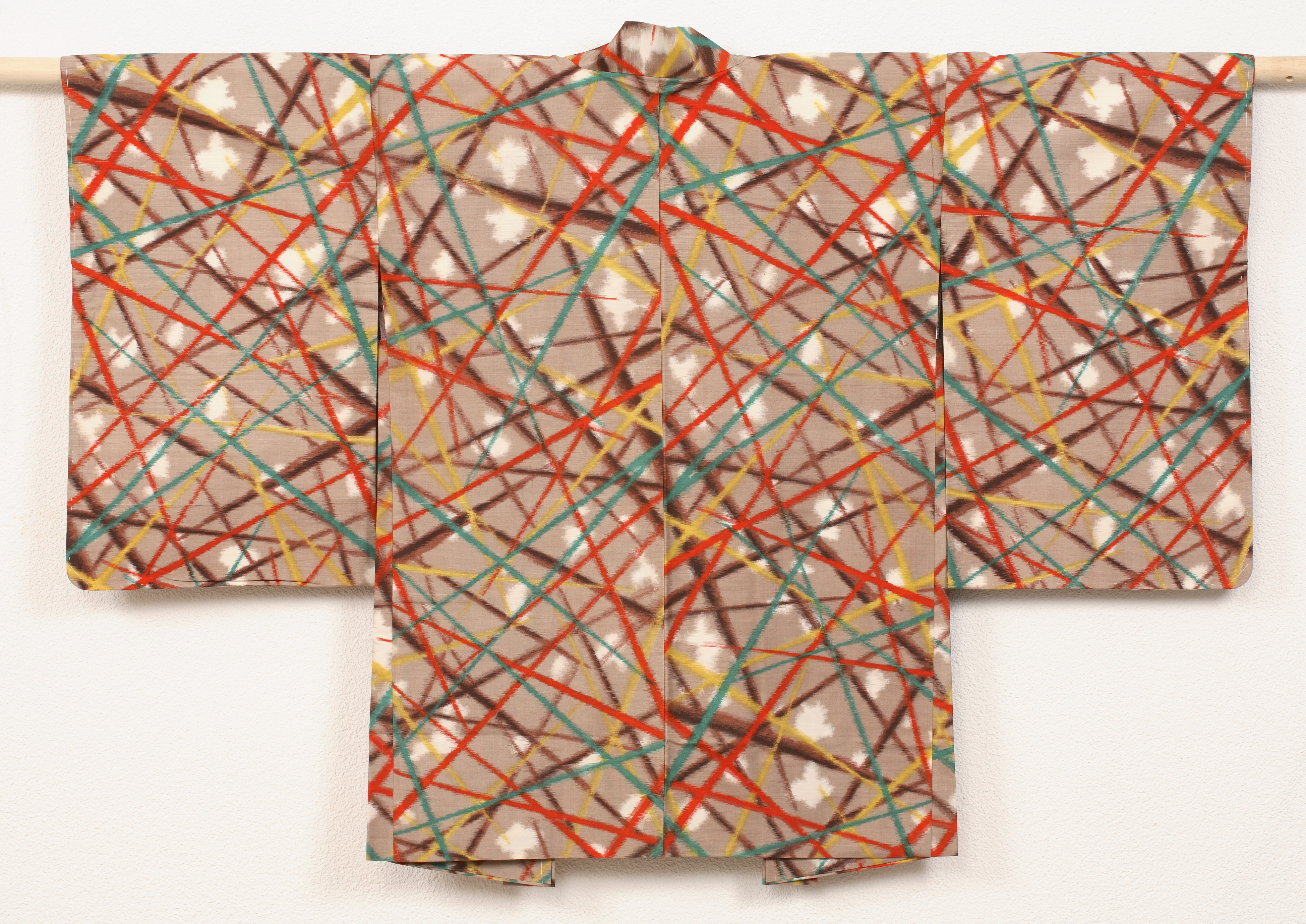
20世紀前半の銘仙羽織（オランダのアムステルダム国立美術館所蔵）

銘仙（めいせん）は、平織した絣の絹織物。鮮やかで大胆な色遣いや柄行きが特徴の、先染め織物である。
本来は、上物の絹織物には不向きな、屑繭や玉繭（2頭以上の蚕が1つの繭を作ったもの）から引いた太めの絹糸を緯糸に使って密に織ったものを指し、絹ものとしては丈夫で安価でもあった。幕末以降の輸出用生糸増産で大量の規格外繭が生じた関東の養蚕・絹織物地帯（後述）で多くつくられ、銘仙の着物が大正から昭和初期にかけて大流行した。
伊勢崎、秩父に始まり、これに、足利、八王子、桐生を加えた5か所が五大産地とされている。
柄は従来の和風のものにとどまらず、アールデコやキュビズムなど西洋芸術の影響を受けたものも多い。銘仙の生産や流通は洋装化により衰退してはいるものの、図柄の文化的・美術的価値は高く評価されており、足利市立美術館やイタリアの首都ローマで展示会が開かれたこともある。

## 歴史

### 発祥
元々は、主に関東や中部地方の養蚕農家が、売り物にはならない手紬糸を使用して自家用に作っていた紬の一種であった。江戸時代中期頃から存在したが、当時は「太織り（ふとり）」「目千（めせん）」などと呼ばれ、柄は単純な縞模様がほとんどで、色も地味なものであった。
明治になって身分制度が改まり、一般庶民に課せられていた衣料素材の制限がなくなると、庶民の絹に対する憧れも相まって、日常着においても絹物が主流となった。
また、女性の社会進出が進んだものの、服装においてはまだ和装が圧倒的に主流であり、社会の洋風化に追いついていなかった。このため、女学生や職業婦人などの外出着や生活着として、洋服に見劣りしない、洋風感覚を取り入れた着物である銘仙が広く受け入れられることとなった。
当初は平仮名の「めいせん」であったが、1897年、東京三越での販売にあたって「各産地で銘々責任をもって撰定した品」ということで「銘撰」の字を当て、その後、「銘々凡俗を超越したもの」との意味で「仙」の字が当てられて「銘仙」となったという。

### 流行

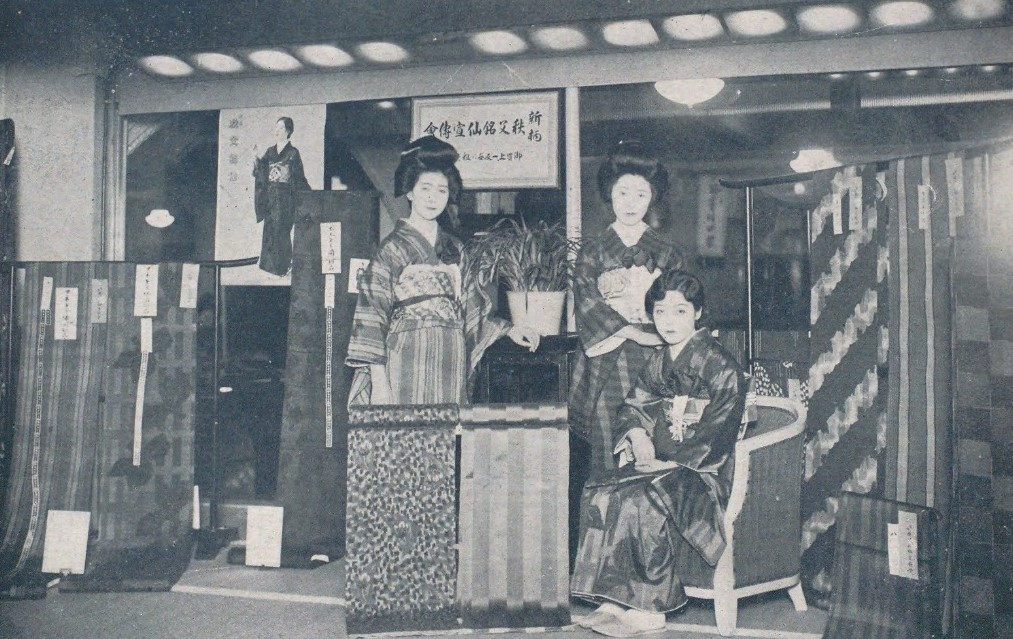
百貨店の秩父銘仙宣伝会（1930年）

1906年に華族女学校が学習院と併合したのち、1907年に学習院長に就任した乃木希典は、女学生の華美な装いを憂慮して「服装は銘仙以下のもの」と定めた。これを受け、伊勢崎の呉服商と機屋が共同して、「銘仙には違いないが、それまでの地味なものとは違った、色鮮やかで多彩な柄の模様銘仙」を生み出した。
これが女学生たちのニーズと合致して大流行となり、幅広い年齢層の女性に広まっていき、「西の御召、東の銘仙」といわれた。
大正末期に行われた街頭風俗調査では、和服で歩いていた女性のうち約半数が銘仙を着ていたとの記録もある。
この新しい銘仙の普及によって、クズ糸ではなく高品質の絹紡糸を使ったものなども登場し、高級品から人絹を使用した安価なものまで、銘仙の中でも品質の幅が生まれていった。また、技法の発展に伴って、「新立（しんだち）」と呼ばれる太縞や、「矢絣」、小ぶりの飛び柄などから、次第に大柄で大胆な柄や複雑な柄のものも作られるようになり、使用される色数も増えていった。

### 戦後
第二次世界大戦後、まだ着物と洋服とが日常着として並立していた時期には、銘仙はさらにモダンなデザインを取り入れ、1950年代には最盛期を迎えた。
その後、ウール着物の登場によって、絣などの日常着物は銘仙からウールに代わり、また、洋装の普及によって和服が特別な機会だけのものとなると、新たに生産される絹物の色柄は銘仙以前の古典的なものに戻っていくこととなる。

### 現代
古くは「貧しい者が着るもの」「部屋着」などともみなされていため、現代でも稀にそうした見解を持つ高齢者もいるが、1990年代後半からアンティーク着物のブームが起こり、銘仙はその代名詞ともいえる存在となっている。
アール・デコやキュビスムの影響を受けた、現代にも通用するポップでモダンな柄行きや大胆な色遣いが人気を博し、おはしょりを作らず対丈で着たり、洋服やブーツと合わせて自由にコーディネイトするなど、「大正ロマン着物」と呼ばれるジャンルを形成している。

## 技法

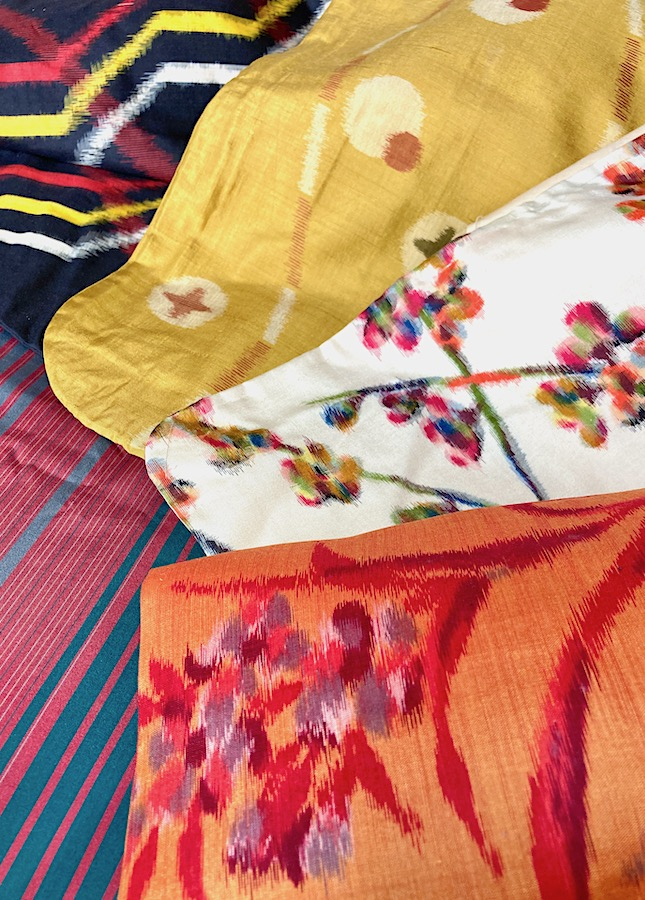
様々な銘仙（1950年代）

染色された織糸を意図的にずらし、色の境界がぼやけたような効果を出す「絣」技法を用いる。そのため、写実的な表現には適さない。

### 織り糸の染色
締切絣（括り絣）
経糸（たていと）を括り染めで染色し、無地の緯糸（よこいと）を打ち込む。たて方向のみに絣効果が出る。
「矢絣（矢羽根絣）」のうち最も単純なものは、この技法で染め分けた経糸を矢羽根状にずらすことで作る。
また、緯糸も同様に染色して、たてよこ両方に絣効果を出すこともできる。
捺染絣
経糸に型紙をのせて染料をおいて染め、無地の緯糸を打ち込む。たて方向のみに絣効果が出る。
板締め絣
細かい模様を作る際に使われる技法。糸を模様を彫った板で挟むことで染め分ける。

### 織り
解し織（ほぐしおり）
本織りの経糸と仮の緯糸とで仮織りの反物を作り、いったん織機から外し、板に置いて型染め（捺染）する。
染色した仮織りを再び織機にセットし、仮の緯糸を抜き解しながら、本織りの無地の緯糸を打ち込む。
よこ方向のみに絣効果が出る。
この技法によって曲線の表現が可能になり、植物紋様や抽象模様などの模様織りが大きく発展した。
1913年、足利の根岸藤平・関川粂蔵によって特許出願され、「栃木県伝統工芸品」に認定されている。
併用絣
経糸・緯糸にいずれも本織りの糸を用いて仮織りを作り、型染めしたのち、本織りし直す。
伊勢崎のみで生産される。
半併用絣
解し織を施した経糸に、括り染めで染色した緯糸を打ち込み、柄の周囲を白く抜く技法。
スポットライトの中にくっきりした形が浮かぶような意匠となる。
緯総絣（よこそうがすり）
黒などの無地の経糸に、染色した緯糸を打ち込んだもの。経糸が無地であるため、織り手は柄の見当がつかない状態で織ることになる。
落ち着いた色味となるため、1940年に国家総動員法に基づく奢侈品等製造販売制限規則が公布されるとブームとなったという。
緯糸の模様を際立たせるために経糸が細く、通常の銘仙より裂けやすい。

## 産地

### 伊勢崎銘仙
伊勢崎銘仙は、併用絣の技法を用いた、鮮やかな多色遣いによる手の込んだ柄が代表的。1950年代には、一反の中に24色の糸を使用したものもあった。
五大産地の中では最大の生産量をもち、銘仙の中では高価な部類に入る。1975年に「伊勢崎絣」として伝統的工芸品に指定されている。

### 秩父銘仙
布の裏表が同じように染色されているため、繰り回しがしやすい。
植物柄が多く、経糸と緯糸の色の組み合わせによっては玉虫色の光沢を持つ。
1908年、坂本宗太郎により秩父銘仙の「解し捺染」の技法が特許を取得し、2013年には伝統的工芸品に指定されている。

### 桐生銘仙
「西の西陣、東の桐生」ともいわれる絹織物の名産地であり、高級絹織物である「御召」を模して、撚糸を用いた「御召銘仙」が作られた。小ぶりの柄行きが特徴。1977年に「桐生織」として伝統的工芸品に指定されている。

### 足利銘仙
解し織発祥の地。半併用絣の技法を用いる。

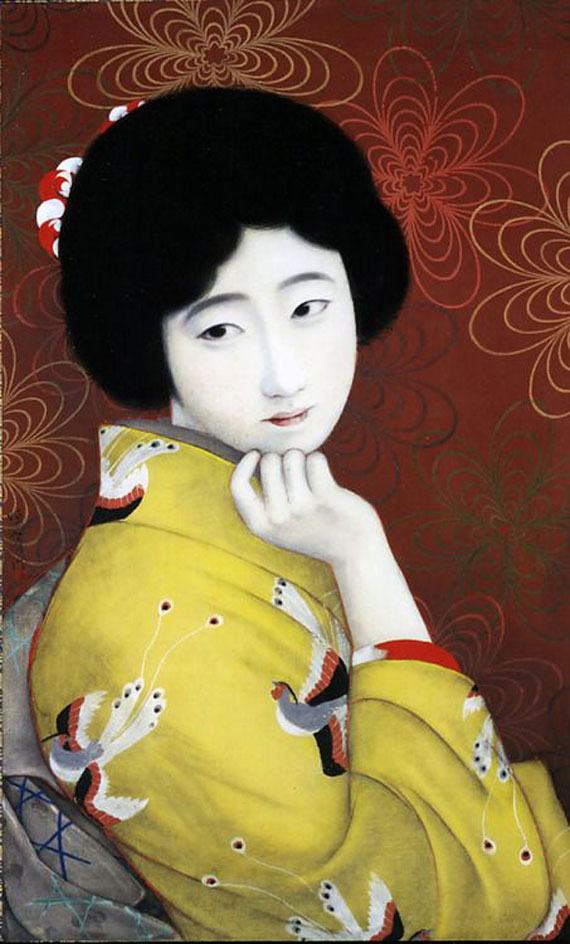
北野恒富が1928年に制作した足利本銘仙の宣伝ポスター（原画の『現代美人之図』は足利市立美術館所蔵）

ポスターや絵葉書などの広告に伊東深水や山川秀峰、鏑木清方の美人画を起用して全国展開するなど、販売を担う百貨店と組んで大々的なマーケティングにより知名度を高めた。1927年には「足利銘仙会」を発足させ、「足利本銘仙」としてブランド化を図った。
現在では、市内の繊維事業者による技術革新が進み、着物地の規格から生地巾を3倍に拡げた洋服地への転用に成功。
パリコレに代表される高級ファッション市場への展開を実現し、2021年には足利商工会議所、栃木県染色協同組合の共同申請による「足利銘仙」の地域団体商標が登録された。

### 八王子銘仙

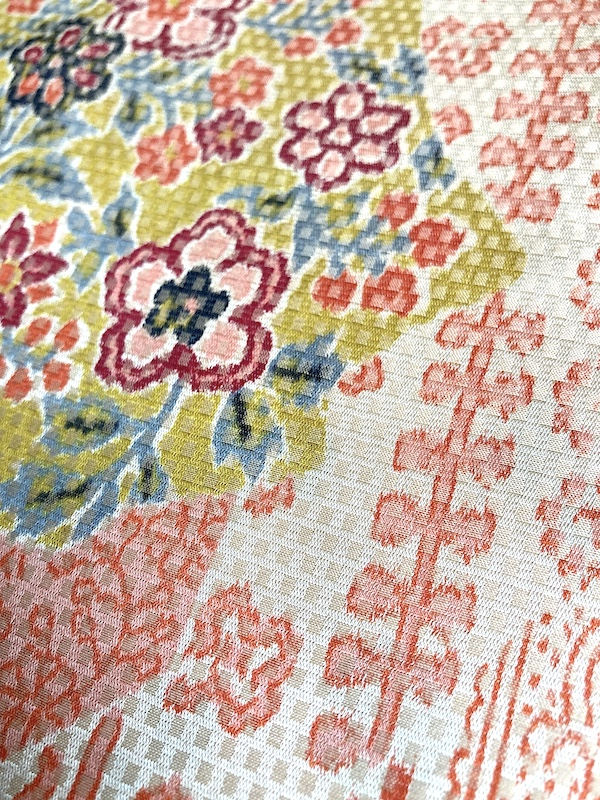
絹紡糸で織られたカピタン銘仙

平織ではなく、ドビー織で細かい地紋を織り出す「カピタン織り」と呼ばれる技法を用いたもので、カピタン銘仙とも呼ばれる。
現在ではほとんど生産されていない。